# Newby-McMahon Building

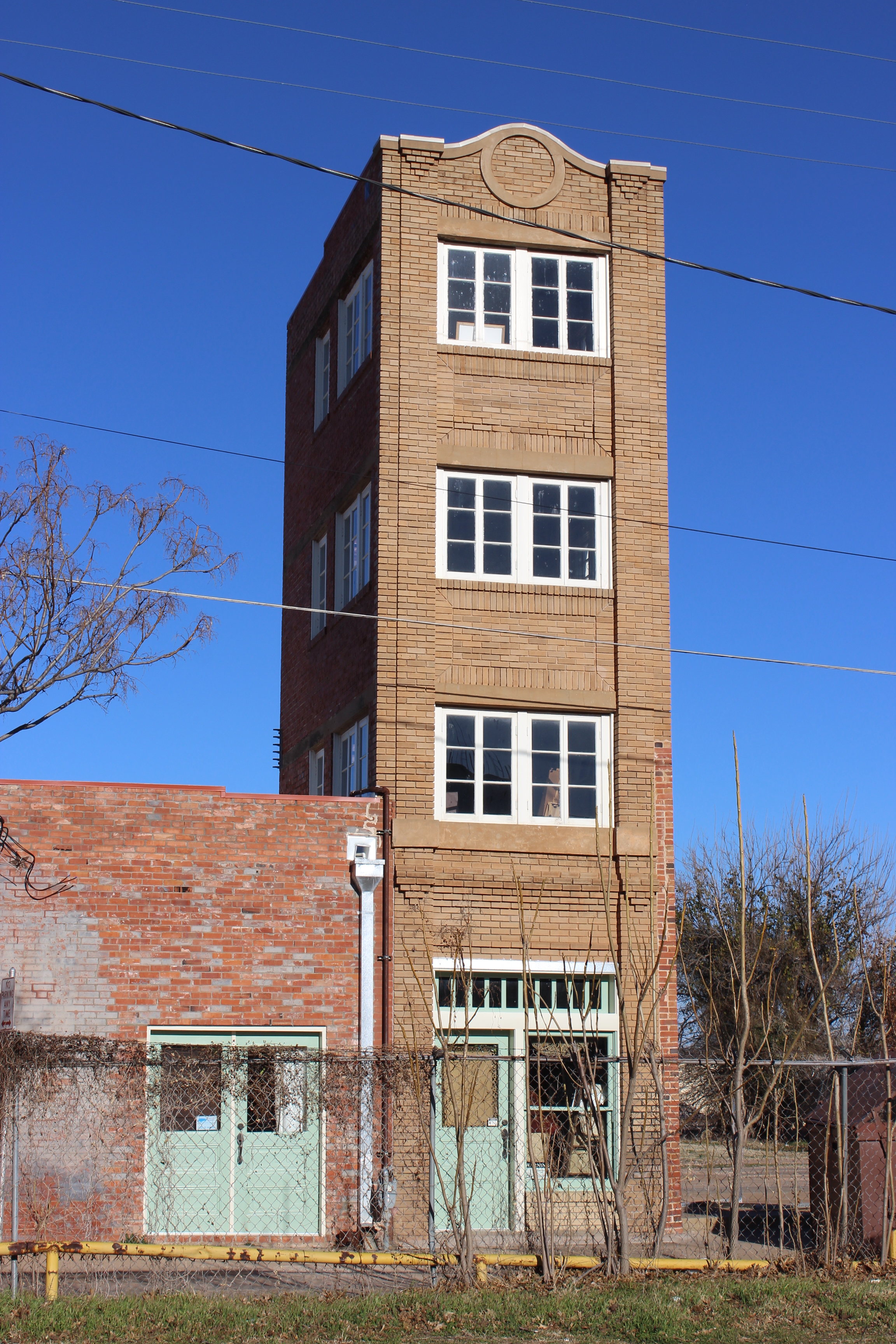
Kleinster Wolkenkratzer der Welt

Das Newby-McMahon Building  ist ein vierstöckiges historisches Gebäude in der Innenstadt von Wichita Falls in Texas. Es handelt sich um ein spätklassizistisches Haus aus rotem Backstein und Betonwerkstein. Es ist 12 Meter hoch und weist Außenmaße von 5,5 Metern Tiefe und 3,0 Metern Breite auf. Die Innenmaße betragen etwa 3,7 mal 2,7 Meter oder 10,0 Quadratmeter. Die steilen, schmalen Innentreppen nehmen etwa 25 % der Fläche ein.
Nach späteren Zeitungsberichten soll das Newby-McMahon Building an der Ecke Seventh und La Salle Street im Rahmen eines betrügerischen Investitionsplans 1919 errichtet worden sein. In den 1920er Jahren soll es in Robert Ripleys Kolumne Ripley’s Believe It or Not! als „der kleinste Wolkenkratzer der Welt“ bezeichnet worden sein. Dieser Spitzname hat sich bis heute erhalten. Das Gebäude ist heute Teil des Depot Square Historic District von Wichita Falls als eingetragenes historisches Wahrzeichen von Texas.

## Hintergrund
Im Jahr 1912 wurde westlich von Burkburnett im Wichita County ein großes Erdölvorkommen entdeckt. Burkburnett und die umliegenden Gemeinden erfuhren einen großen wirtschaftlichen Aufschwung und Bevölkerungszunahme. Bis 1918 hatten sich schätzungsweise 20.000 neue Siedler rund um das lukrative Ölfeld niedergelassen, wodurch viele Einwohner von Wichita County zu Wohlstand gelangten. Mit der Suche der Menschen nach gut bezahlten Arbeitsplätzen gewann die nahe gelegene Stadt Wichita Falls an Bedeutung.
Obwohl die Stadt Wichita Falls anfangs nicht über die für den plötzlichen Anstieg der wirtschaftlichen und industriellen Aktivitäten erforderliche Infrastruktur verfügte, bot sie sich durch ihre Lage als logistischer Knotenpunkt an. Wegen Mangel an Büroräumen wurden wichtige Aktientransaktionen und Geschäfte mit Mineralienrechten an Straßenecken und in Zelten abgewickelt. Diese dienten den neuen Ölgesellschaften als provisorische Hauptquartiere. J. D. McMahon erkannte die Möglichkeit und schlug den Bau eines Wolkenkratzers vor. Er sollte in der Vorstellung der Investoren eine Höhe von 150 Metern erreichen und damit zu den höchsten der Welt gehören.

## Projektunterlagen
Das ursprüngliche Newby-Building war ein einstöckiges Backsteingebäude in der Nähe des Eisenbahndepots in der Innenstadt von Wichita Falls, das 1906 von Augustus Newby, einem Direktor der Wichita Falls and Oklahoma City Railway Company, erbaut wurde. Die Firma von J. D. McMahon, einem Bauingenieur aus Philadelphia, war einer von sieben Mietern, deren Büros im ursprünglichen Newby Building untergebracht waren.
Als McMahon 1919 ankündigte, einen Hochhausanbau an das Newby-Building zu errichten, um den dringenden Bedarf an Büroräumen in der neuen wohlhabenden Stadt zu befriedigen, waren einige Kapitalgeber bereit, in das Projekt zu investieren. McMahon sammelte laut verschiedener Quellen etwa 200.000 US-Dollar (entspräche im Jahr 2025: etwa 3,6 Millionen US-Dollar) an Investitionskapital und versprach, ein Bürohochhaus gegenüber dem St. James Hotel zu errichten. Nach anderen Quellen ist die Summe des von McMahon gesammelten Investitionskapitals nicht genau bekannt.
Der Schlüssel zu McMahons Schwindel und seiner erfolgreichen Verteidigung im anschließenden Prozess lag darin, dass in den Vertragsdokumenten und -zeichnungen die Höhe mit 480 Zoll, entsprechend 12,2 Metern und nicht mit 480 Fuß, etwa 150 Metern, angegeben war. Die Investoren hatten dies nicht bemerkt, und McMahon hat offenbar nie mündlich erklärt, dass die tatsächliche Höhe des Gebäudes 480 Zoll betragen würde.

## Bau und anschließender Rechtsstreit
McMahon setzte seine eigenen Bauarbeiter ein, um das McMahon-Gebäude auf dem kleinen, ungenutzten Grundstück neben dem Newby-Gebäude zu errichten, das der Nichte von Gus Newby gehörte. Die Investoren verklagten McMahon wegen der Größe des Gebäudes, aber der Grundstücks- und Bauvertrag wurde von einem lokalen Richter für rechtsgültig erklärt, da die Baupläne mit dem errichteten Gebäude übereinstimmten. Es lässt sich jedoch nicht mit Sicherheit sagen, ob es tatsächlich zu einem Rechtsstreit kam. Einen kleinen Teil ihrer Investition erhielten sie von der Aufzugsfirma zurück, die sich weigerte, den Vertrag zu erfüllen, nachdem sie erfahren hatte, wie klein das Gebäude war. Bei der Fertigstellung des Gebäudes wurde keine Treppe eingebaut, da diese in den ursprünglichen Plänen nicht vorgesehen war. Stattdessen wurde eine Leiter verwendet, um die oberen drei Stockwerke zu erreichen. Nach Abschluss der Bauarbeiten verließ McMahon Wichita Falls und nahm das Geld der Investoren mit.

## Nutzung
Das Gebäude wurde 1919 fertiggestellt und eröffnet. Im Erdgeschoss befanden sich sechs Schreibtische, die die sechs verschiedenen Unternehmen repräsentierten, die das Gebäude ursprünglich gemietet hatten. Während des größten Teils der 1920er Jahre beherbergte das Gebäude nur zwei Firmen.
Nach dem Ende des Ölbooms wurde das Gebäude 1929 geräumt, mit Brettern vernagelt und geriet in Vergessenheit, als die Große Depression begann und Büroräume relativ billig zu mieten oder zu kaufen waren. Ein Brand im Jahr 1931 beschädigte das Gebäude stark und machte es für mehrere Jahre unbrauchbar.
Nach der Weltwirtschaftskrise beherbergte das Gebäude eine Reihe von Mietern, darunter Friseurläden und Cafés. Das Gebäude wechselte häufig den Besitzer und sollte mehrmals abgerissen werden, entging diesem Schicksal aber offenbar, weil sich genügend Anwohner für das Gebäude einsetzten und es schließlich der Stadt Wichita Falls überlassen wurde. Da das Gebäude immer weiter verfiel, übergab die Stadt es 1986 an die Wichita County Heritage Society (WCHS), in der Hoffnung, dass es irgendwann restauriert und so zu einem Teil des Depot Square Historic District werden würde.

## Kauf und Renovierung

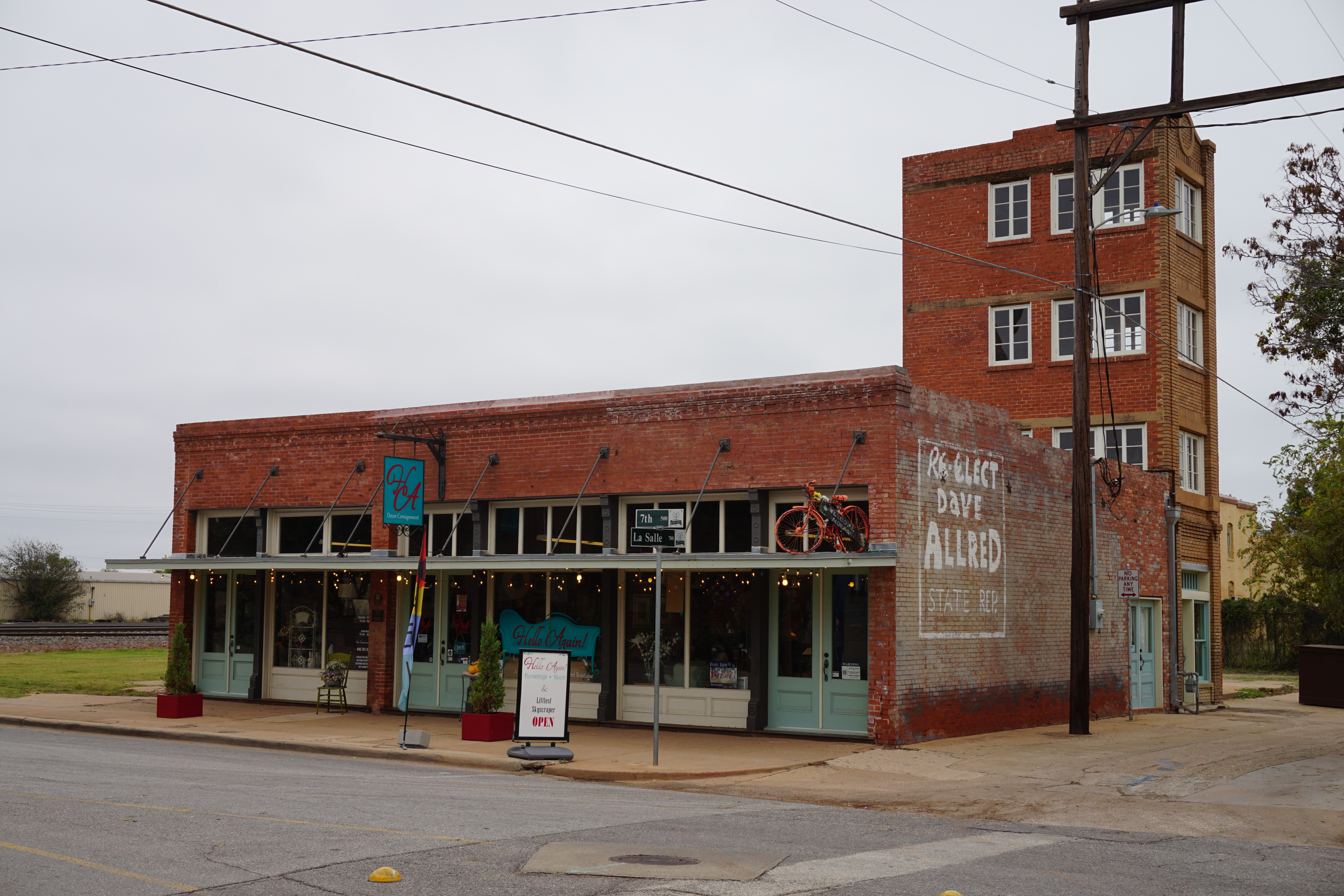
Newby-McMahon-Gebäude im Oktober 2015 nach der Renovierung

Bis 1999 erwies sich das Newby-McMahon-Gebäude als übermäßige Belastung für die begrenzten Kapitalreserven der WCHS. Im darauffolgenden Jahr beauftragte der Stadtrat das örtliche Architekturbüro Bundy, Young, Sims & Potter mit der Stabilisierung des Bauwerks. Auch ein Abriss des Gebäudes wurde erwogen. Dick Bundy und seine Partner waren von der Geschichte und dem Erbe des Gebäudes fasziniert und arrangierten eine Partnerschaft mit Marvin Groves Electric, einem anderen örtlichen Unternehmen, um das Gebäude zu erwerben. Im Dezember 2000 stimmte der Stadtrat zu, dass die WCHS das Gebäude für 3748 US-Dollar an Marvin Groves verkaufen durfte.
Bei einem Sturm 2003 wurde ein langes Stück einer Ziegelmauer des Gebäudes heruntergerissen. Die Schäden des Sturms wurden behoben, aber die vollständige Wiederherstellung des Gebäudes und des angrenzenden Newby-Building verzögerte sich bis Ende 2005. Im Juni desselben Jahres bewilligte der Stadtrat Mittel in Höhe von 25.000 US-Dollar aus dem städtischen Finanzierungsfonds, die in die Restaurierung des McMahon-Gebäudes investiert werden sollten. Die Restaurierung des Gebäudes hat schätzungsweise mehr als 254.000 US-Dollar gekostet, wobei der Restbetrag von den Eigentümern bezahlt wurde.

## Nutzung nach Renovierung

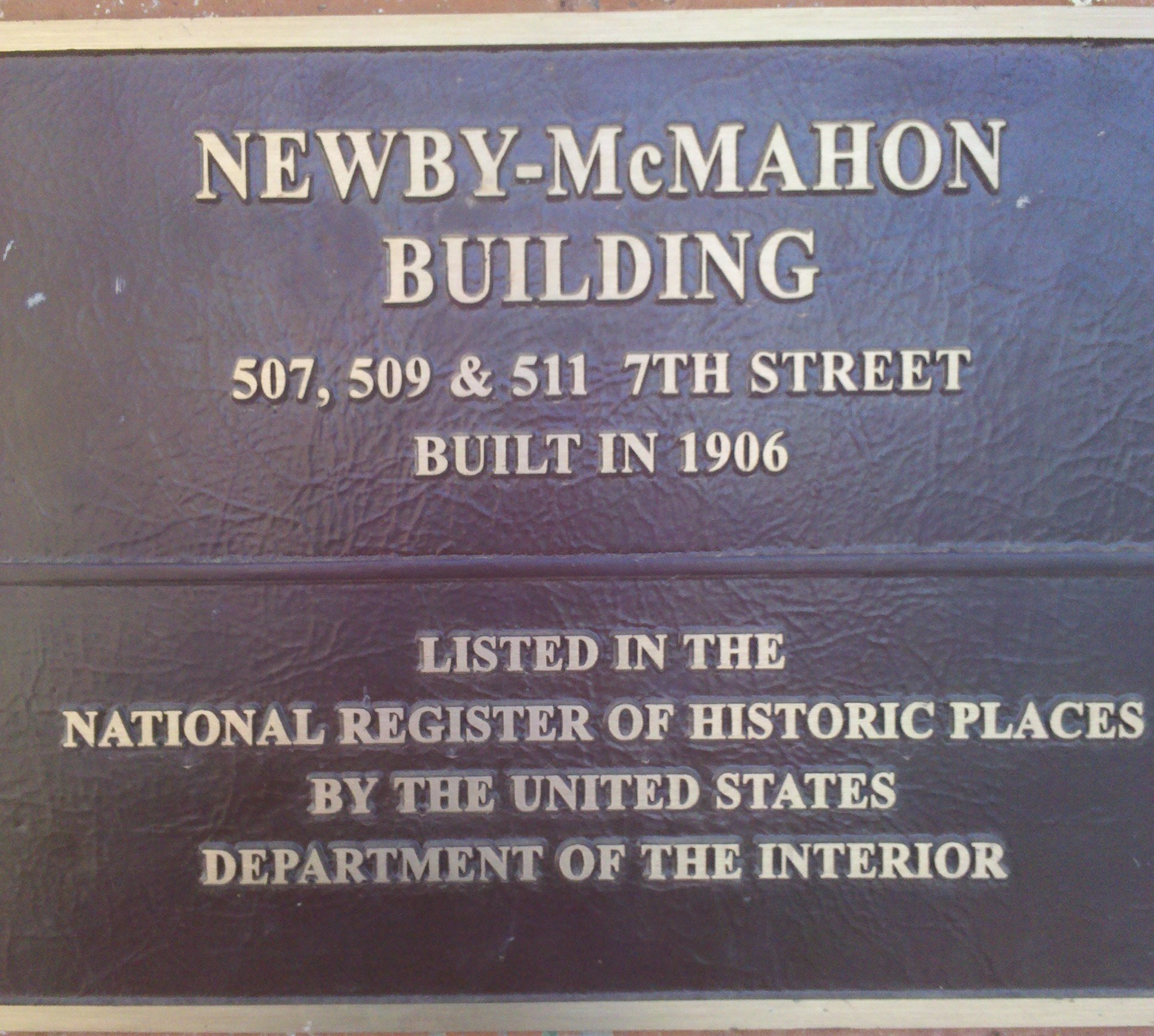
Plakette am Newby-McMahon-Gebäude

Nach der Renovierung beherbergte das Gebäude eine Antiquitätenhandlung und wurde Teil des Depot Square Historic District von Wichita Falls. Es wurde zum „Texas Historic Landmark“ erklärt und steht als Contributing Property („beitragendes Bauwerk“) des Historic Districts im National Register of Historic Places („Nationales Verzeichnis historischer Orte“). Das Gebäude ist eines von mehreren historischen Gebäuden, die in dem Dokumentarfilm Wichita Falls: The Future of Our Past, einer retrospektiven Analyse der architektonischen Vergangenheit der Stadt, die 2006 von Barry Levy, einem Informationsbeauftragten der Stadt Wichita Falls, produziert wurde, gezeigt werden.